# Ірх-Сірми
Ірх-Сі́рми (рос. Ирх-Сирмы, чув. Йĕрĕхçырми) — присілок у складі Канаського району Чувашії, Росія. Входить до складу Кошноруйського сільського поселення.
Населення — 65 осіб (2010; 64 у 2002).
Національний склад:
- чуваші — 98 %